# Ёшлик
«Ёшлик» — бывший советский и узбекистанский футбольный клуб из города Туракургана Наманганской области.

## Названия
- 1980—1984 — «Ёшлик».
- 1990—1991 — «Ёшлик».
- 1992—1995 — «Бахт».
- 1996—2000 — «Ёшлик».

## История
Основан в 1960 г. Восстановлен в 1977 году 1-м секретарем Туракурганского района Маматханом Бабахановым. 6 сезонов выступал в Первой лиге чемпионата Узбекистана (1992—1996 и 2000).

## Достижения
- Первая лига Узбекистана — 3-е место (1992).
- Вторая лига СССР — 6-е место в зональном турнире (1983).